# Anaplecta suffusa
Anaplecta suffusa är en kackerlacksart som beskrevs av Morgan Hebard 1926. Anaplecta suffusa ingår i släktet Anaplecta och familjen småkackerlackor. Inga underarter finns listade i Catalogue of Life.